# Landkreis Mühldorf am Inn
Landkreis Mühldorf am Inn is een Landkreis in de Duitse deelstaat Beieren. De Landkreis telt 116.483 inwoners (31 december 2020) op een oppervlakte van 805,32 km². Kreisstadt is de gelijknamige stad.

## Indeling
Landkreis Mühldorf am Inn is verdeeld in 31 gemeenten, waarvan drie de status van stad hebben. Vier andere mogen zich Markt noemen. Het Landkreis omvat een gebied dat niet gemeentelijk is ingedeeld.
Steden
1. Mühldorf am Inn
2. Neumarkt-Sankt Veit
3. Waldkraiburg

Märkte
1. Buchbach
2. Gars am Inn
3. Haag in Oberbayern
4. Kraiburg am Inn

Overige gemeenten
1. Ampfing
2. Aschau am Inn
3. Egglkofen
4. Erharting
5. Heldenstein
6. Jettenbach
7. Kirchdorf
8. Lohkirchen
9. Maitenbeth
10. Mettenheim
11. Niederbergkirchen
12. Niedertaufkirchen
13. Oberbergkirchen
14. Oberneukirchen
15. Obertaufkirchen
16. Polling
17. Rattenkirchen
18. Rechtmehring
19. Reichertsheim
20. Schönberg
21. Schwindegg
22. Taufkirchen
23. Unterreit
24. Zangberg

Niet gemeentelijk ingedeeld
1. Mühldorfer Hart

Aichach-Friedberg · Altötting · Amberg · Amberg-Sulzbach · Ansbach (stad) · Landkreis Ansbach · Aschaffenburg (stad) · Landkreis Aschaffenburg · Augsburg (stad) · Landkreis Augsburg · Bad Kissingen · Bad Tölz-Wolfratshausen · Bamberg (stad) · Landkreis Bamberg · Bayreuth (stad) · Landkreis Bayreuth · Berchtesgadener Land · Cham · Coburg (stad) · Landkreis Coburg · Dachau · Deggendorf · Dillingen an der Donau · Dingolfing Landau · Donau-Ries · Ebersberg · Eichstätt · Erding · Erlangen · Erlangen-Höchstadt · Forchheim · Freising · Feyung-Grafenau · Fürstenfeldbruck · Fürth (stad) · Landkreis Fürth · Garmisch-Partenkirchen · Günzburg · Haßberge · Hof (stad) · Landkreis Hof · Ingolstadt · Kaufbeuren · Kelheim · Kempten im Allgäu · Kitzingen · Kronach · Kulmbach · Landsberg am Lech · Landshut (stad) · Landkreis Landshut · Lichtenfels · Lindau · Main-Spessart · Memmingen · Miesbach · Miltenberg · Mühldorf am Inn · München · Landkreis München · Neuburg-Schrobenhausen · Neumarkt in der Oberpfalz · Neurenberg · Neustadt an der Aisch-Bad Windsheim · Neustadt an der Waldnaab · Neu-Ulm · Nürnberger Land · Oberallgäu · Ostallgäu · Passau (stad) · Landkreis Passau · Pfaffenhofen an der Ilm · Regen · Regensburg (stad) · Landkreis Regensburg · Rhön-Grabfeld · Rosenheim (stad) · Landkreis Rosenheim · Roth · Rottal-Inn · Schwabach · Schwandorf · Schweinfurt (stad) · Landkreis Schweinfurt · Starnberg · Straubing · Straubing-Bogen · Tirschenreuth · Traunstein · Unterallgäu · Weiden in der Oberpfalz · Weilheim-Schongau · Weißenburg-Gunzenhausen · Wunsiedel im Fichtelgebirge · Würzburg (stad) · Landkreis Würzburg
Ampfing ·
Aschau a.Inn ·
Buchbach ·
Egglkofen ·
Erharting ·
Gars a.Inn ·
Haag i.OB ·
Heldenstein ·
Jettenbach ·
Kirchdorf ·
Kraiburg a.Inn ·
Lohkirchen ·
Maitenbeth ·
Mettenheim ·
Mühldorf a.Inn ·
Neumarkt-Sankt Veit ·
Niederbergkirchen ·
Niedertaufkirchen ·
Oberbergkirchen ·
Oberneukirchen ·
Obertaufkirchen ·
Polling ·
Rattenkirchen ·
Rechtmehring ·
Reichertsheim ·
Schönberg ·
Schwindegg ·
Taufkirchen ·
Unterreit ·
Waldkraiburg ·
Zangberg